# Alexander Rueb
Alexander Rueb (La Haya, 27 de diciembre de 1882-ibid., 2 de febrero de 1959) fue un ajedrecista, abogado y compositor de Ajedrez neerlandés, además del primer presidente de la FIDE.
Rueb era abogado de profesión. A partir de 1908 trabajó en el Tribunal Supremo holandés, la Corte Suprema, y más tarde como juez y diplomático.
Fue Presidente de uno de los clubes más antiguos de Ajedrez en los Países Bajos, en La Haya, donde compró un edificio para facilitar el desarrollo del Ajedrez: el Nationaal SchaakGebouw, traducible como 'La construcción nacional de ajedrez'.
Fue uno de los fundadores de la Federación Internacional de Ajedrez, creada en París, el 20 de julio de 1924), y fue elegido el primer Presidente. Ocupó el cargo hasta 1949, cuando fue sucedido por Folke Rogard. Además, entre 1923 y 1928, fue Presidente de la Federación Neerlandesa de Ajedrez.
En julio de 1946, durante un Congreso de la FIDE, propuso la celebración de un torneo de Ajedrez para dilucidar quién era el campeón Mundial de Ajedrez. También propone la creación de áreas para facilitar la gestión de las competiciones, lo que naturalmente conduce a la creación del Torneo zonal y Torneo interzonal.
Rueb tenía una gran y conocida biblioteca, destruida por las bombas en 1945, pero la pudo reconstruir después de la Segunda Guerra Mundial. La colección pasó a la Biblioteca de la Universidad de Ámsterdam después de su muerte.
Rueber fue también una figura importante en el campo de los estudios de finales, y publicó de forma simultánea dos libros de referencia: De Schaakstudie (Gouda, 1949-1955, 5 vols.) y los cinco volúmenes compilados de Bronner van Schaakstudie.
Actualmente, una compañía neerlandesa que lleva su nombre, la Alexander Rueber Vereniging voor Schaakeindspelstudie (ARVES), es la entidad que publica la revista EG, la única enfocada exclusivamente al estudio de los finales de Ajedrez.
Rueb también era un buen jugador de Ajedrez. Representó a los Países Bajos en la Olimpíada de Ajedrez de 1924 en París (+3, -4 = 4).